# Marta Magrinyà Masdéu
Marta Magrinyà Masdéu (Reus, Baix Camp, 29 de juliol de 1969) és una escriptora i periodista, llicenciada en ciències de la informació per la UAB. Autora de novel·les d'intriga i amor ambientades en diverses èpoques. Col·labora habitualment als mitjans de comunicació.

## Obres
- Esperant bones notícies (Barcelona, 2005) March Editor. Premi de Narrativa Vila de l'Ametlla de Mar (2006)
- Terra d'instints (Barcelona, 2007) Editorial Barcanova -Col·lecció Càlam. reedició (Barcelona, 2010) Editorial Barcanova- Col·lecció Petit Format
- Madame Sorescu (Barcelona, 2009) Editorial Barcanova - Col·lecció Càlam
- Llaços Secrets (Valls 2014) Editorial Cossetània
- La Força del Vent (Valls 2016) Editorial Cossetània
- On ets Anastàsia? (Barcelona 2017) Capital Books
- La Diligència (Valls 2023) Editorial Cossetània